# Kh re-mixed up 1
『Kh re-mixed up 1』（ケイ・エイチ リミックスド・アップ ワン）は、平井堅のリミックス・アルバム。2001年11月28日にDefSTAR RECORDSから期間限定で発売された。規格品番：DFCL-1053/4。

## 解説
2001年までに発表されたシングルにカップリング収録されていたリミックス音源に、新たに本アルバムのためにリミックスを施した楽曲や、デンマークのデュオ、フィルー（FILUR）プロデュースの新曲「One Love Wonderful World」を加えた、初めてのコンピレーション・アルバムである。
曲調のタイプ別に分けた2枚組で、ディスク1が "move"（動）､ディスク2が "still"（静）と名付けられている。
クリアシート状のCDジャケットでは、金色と銀色に色塗られた平井堅が被写体となっており、それに合わせてCDのレーベル面もそれぞれ "move" が金色､ "still"が銀色になっている。
収録曲のうち、「One Love Wonderful World」のミュージック・ビデオが制作された。PV集『Ken Hirai Films Vol.5』（2003/1/22発売、DFBL-7056）に収録されている。
パソコンから平井堅公式ホームページ内の期間限定ウェブサイトへ接続すると、スクリーンセーバーがダウンロードが出来る、Connecte D仕様であった。

## 収録曲

### side：move
1. KISS OF LIFE（Hex Hector Remix）（8:17）
  - 作詞：平井堅　作曲：平井堅・中野雅仁
  - リミックス: Hex Hector
2. メリー・ゴー・ラウンド・ハイウェイ（Dj ajapai mix）（6:16）
  - 作詞：多田琢　作曲：中野雅仁
  - リミックス: ajapai for ajapai entertainment
3. wonderful world（KREVA remix feat. KREVA from KICK THE CAN CREW）（6:24）
  - 作詞：藤林聖子　作曲：中野雅仁
  - ラップ&リミックス：KREVA
  - 9thシングル「why」カップリング曲
4. TABOO（a tip of M-FLO remix）（5:49）
  - 作詞：平井堅　作曲：MAESTRO-T
  - リミックス：Taku（m-flo）、Additional Vocal：Lisa
  - 10thシングル「LOVE OR LUST」カップリング曲
5. 楽園（BIRTHDAY MIX）（6:44）
  - 作詞：Makoto Atozi　作曲：中野雅仁
  - リミックス：Dj Koutarou.A
  - 8thシングル「楽園」カップリング曲
6. One Love Wonderful World（4:55）
  - 作詞：平井堅・Tim Jensen　作曲：平井堅・松原憲　編曲：FILUR
  - コンピレーション・アルバム「2002 FIFA ワールドカップ公式アルバム」収録曲

### side：still
1. LOVE OR LUST（V.I.P remix）（5:54）
  - 作詞：平井堅　作曲：平井堅・松原憲
  - リミックス：Kei Horiguchi + Kang Dong for V.I.P INTERNATIONAL
  - 10thシングル「LOVE OR LUST」カップリング曲
2. TUG OF WAR（United Future Organization remix）（8:43）
  - 作詞：平井堅　作曲：平井堅・中野雅仁
  - リミックス: United Future Organization
  - 12thシングル「Miracles」カップリング曲
3. why（CASSETTE VISION remix）（6:08）
  - 作詞：平井堅　作曲：松原憲
  - リミックス: DJ Tatsuta
  - 9thシングル「why」カップリング曲
4. GREEN CHRISTMAS（Wechsel Garland remix）（2:52）
  - 作詞：平井堅　作曲：URU
  - リミックス：Wechsel Garland
  - オリジナル・バージョンは、J-WAVE 2000 クリスマスソング。
5. Miracles（SILENT POETS remix）（7:45）
  - 作詞・作曲：平井堅
  - リミックス: Michiharu Shimoda（SILENT POETS）
  - 13thシングル「KISS OF LIFE」カップリング曲
6. L'Amant（DA LATA remix）（4:27）
  - 作詞：平井堅　作曲：松原憲
  - リミックス：DJ LATA

## 関連作品
リミックス音源のみ掲載
- KISS OF LIFE

14thシングル「Missin' you 〜It will break my heart〜」カップリング曲（S.O.U.L.remix=Sound Of Urban London=）
- Miracles

12thシングル「Miracles」カップリング曲（K.H.'Jazz featuring TOKU）